# Sant Miquel de Bressui
Sant Miquel de Bressui és l'església del poble de Bressui, del terme municipal de Sort, dins de l'antic terme municipal de Sort, a la comarca del Pallars Sobirà.
Està situada en el centre mateix del petit poble de Bressui. És una església petita, moderna, que sempre havia depès de la parròquia de la Mare de Déu de la Candelera d'Enviny, però que actualment està agregada a Sant Feliu de Sort.